# Апоногетон ульвовидный
Апоноге́тон ульвови́дный, или курчаволи́стный (лат. Aponogéton ulváceus) — водное растение; вид рода Апоногетон.
Родина его Мадагаскар. Несмотря на своё тропическое происхождение, он, однако, в культуре не требует высокой температуры воды, а растёт отлично и в воде от +15 до 20 °С. Летом же разрастается особенно хорошо в тёплой воде, но от припёка требует притенения.

## Морфологическое описание
Отличием его от других видов является, главным образом, некоторая курчавость, иначе волнистость, его подводных листьев.
Клубень его пускает массу корней и любит, по-видимому, более питательный грунт. Лучше всего для него следующий состав земли: ½ — дерновой, ¼ — мелкой торфянистой и ¼ — гравия.
Все листья подводные — мягкие; достигают 5 сантиметров ширины и 30 сантиметров длины, причём на долю черешка приходится не более 15—18 см. Черешок трёхгранный. Своей ярко-зелёной окраской, прозрачностью, нежностью и ясно выдающимися поперечными жилками листья апоногетона напоминают собой листья урирандры, только не прозрачны. Количество их доходит до 15—20.
Цветение начинается с марта и длится до середины лета. Цветки представляют собой молочно-белого цвета колос, плавающий всегда на поверхности.

## Выращивание
Размножение производится при помощи посева легко вызревающих семян или, что ещё проще, при помощи деления клубня.
В первом случае надо дать непременно семенам пустить в воде корни длиной в 2—3 см и только тогда сажать в грунт.